# Пал, Ленард
Ленард Пал (венг. Pál Lénárd, 7 ноября 1925 — 25 октября 2019) — венгерский физик, математик, политический деятель, доктор физико-математических наук, академик Венгерской академии наук.

## Биография
Окончил ремесленное училище, после чего в 1943 году поступил в Будапештский университет технологии и экономики им. Йозефа Надора, в котором учился до 1945 года и был там же лаборантом, а затем продолжил обучение на факультете естественных наук в Будапештском университете им. Петера Пазмани. Окончив его в 1949 году, получил место лаборанта при лаборатории экспериментальной физики, где работал до 1950 года. В 1950 году отправился в СССР, где до 1953 года учился в Московском государственном университете им. Ломоносова, специализируясь на физике магнетизма.
После возвращения в 1953 году в Венгрию и защиты докторской диссертации по физико-математическим наукам стал научным сотрудником Центрального института физических исследований: с 1953 по 1956 год был сотрудником отдела по ферромагнетикам в нём, с 1956 по 1970 год возглавлял отдел ферромагнетиков, с 1970 по 1974 год был одним из директоров Центрального института, с 1974 по 1978 год — генеральным директором этого учреждения.
Параллельно с научной занимался также преподавательской деятельностью: с 1957 года состоял доцентом, а с 1961 по 1978 год — адъюнкт-профессором в Будапештском университете им. Этвоша Лорана на кафедре ядерной физики. С 1971 по 1988 год читал также лекции на кафедре физики твёрдого тела, а с 1988 по 1995 год — до своей отставки — был ординарным профессором на кафедре ядерной физики. С 1966 года состоял сотрудником Объединённого института ядерных исследований в Дубне, был также президентом Национального комитета физиков. В 1975 году стал академиком Венгерской академии наук; в 1976 году избран иностранным членом Академии наук СССР по отделению общей физики и астрономии (ядерная физика).
Одновременно с научной и педагогической деятельностью Пал активно занимался политикой и просвещением. В 1945 году он вступил в Коммунистическую партию Венгрии, принимал деятельное участие в организации так называемого «Народного студенческого движения» (венг. Népi Kollégiumok Országos Szövetsége), имевшего целью сделать доступным бесплатное получение высшего образования для талантливых абитуриентов из малообеспеченных семей; с 1948 по 1949 год возглавлял так называемое «народное училище» им. Яноша Бойаи. С 1975 по 1989 год был членом ЦК компартии Венгрии, в том числе с марта 1985 по декабрь 1988 года — секретарём. С 1978 по 1989 год был членом комитета по политике в области науки при правительстве страны, с 1979 по 1985 год — заместителем председателя Государственной комиссии по присуждению премии им. Кошута.

## Научная деятельность
Основной областью научных интересов Пала была физика магнетизма, в первую очередь изучение разнообразных новых магнитных структур и явлений в магнитных фазовых переходах I рода; его исследования были посвящены также физике реакторов, физике и химии твёрдого тела, изучению корреляционной измерительной техники, магнетохимии, химической физике, разнообразным приложениям методов ядерной физики для изучения физики твёрдого тела. Пал первым вывел уравнение для функции, которая определяет пространственное, временное и энергетическое распределение нейтронов в ядерных реакторах, получившее название уравнения Пала — Белла.

## Награды
- 1954 — Премия Имре Броди[венг.]
- 1962 — Премия имени Кошута
- 1970 — Золотая медаль имени И. В. Курчатова[источник не указан 2839 дней]
- 1975 — Золотая медаль Венгерской академии наук[венг.]
- 1986 — Орден Трудового Красного Знамени (28 августа 1986 года)
- 2001 — Премия Енё Вигнера[венг.]